# Монроуз
Монро̀уз (на английски: Monrose) са женско поп трио от Германия. Групата се сформира през есента на 2006 година като победители от германския вариант на интернационалното телевизионно шоу за таланти Попстарс (Popstrars) и оттогава жънат голям успех в Централна Европа с техния дебютен албум Temptation (2006) и номер едно синглите си Shame и Hot Summer.

## Членовете на групата
Манди Грейс Капристо е родена на 21 март 1990 в Манхайм. Тя е с германо-италиански произход, като е израснала в града Бюрщад. Още на деветгодишна възраст започва да взима уроци по танци. През 2001, на 11 години, печели конкурса Kiddy Contest – състезание за подрастващи на австрийското радио ORF – с песента Ich wünsche mir einen Bankomat, кавърверсия на хита на No Angels Daylight In Your Eyes. Читателите на немското издание на мъжкото списание FHM класират през 2007 още непълнолетната Манди на 10 място в класацията „100-те най-секси жени на света“ (100 sexiest women in the world).
Сена Гуемур е родена на 28 декември 1979 във Франкфурт на Майн. Семейството ѝ произхожда от Мароко. В музикално отношение и повлиява нейният брат Закари, който е известен в неговия роден град Франкфурт като хип-хоп певец в групата Gammour. Преди участието си в Попстарс Сена Гуемур има не еднократни изяви с групата.
Бахар Кизил е родена на 5 октомври 1988 във Фрайбург в Брайсгау. Родена е в семейство, преселило се от Анталия, Турция. На 12 години започва уроци по класически балет. Първите си изяви на сцената прави в родния си град, където пее с четири различни групи. Кизил е ученичка в гимназия във Фрайбург.

## История

### Формиране
След като успехите на Попстарс-групите от втория, третия и четвъртия сезон на предаването (Bro'Sis, Overground/Preluders, Nu Pagadi) продължават за кратко, продуцентите на предаването избират мотото Neue Engel braucht das Land! (Страната се нуждае от нови ангели), насочено към първия сезон на предаването, от чийто кастинг през есента на 2000 година се формират No Angels – най-успешната немска група, създадена по този начин. Сезонът започва на 10 август 2006, като за разлика от предишните сезони, тук се търсят само млади момичета за новата група. Кастингите се провеждат в пет германски града – Франкфурт, Щутгарт, Хановер, Мюнхен и Дортмунд – на които, според организаторите, участват 5189 кандидатки. Журито, в лицето на Детлеф Зоост (хореограф и танцьор), Нина Хаген (певица) и Дитер Фалк (музикален продуцент), отсява 20 от тях, които заминават за Ишгл, Тирол, за да се обучават на пеене, танц и фитнес. В крайна сметка 11 от тях се връщат обратно в Пулах, Мюнхен, за да започнат работа върху сценичното си поведение и изпълнения. Журито продължава да елиминира от надпреварата по едно или две момичета всяка седмица, докато накрая остават шест момичета, които на 23 ноември 2006 участват на живо на финално шоу, на което се избират и членките на новата музикална група: Манди Капристо, Сена Гуемур и Бахар Кизил побеждават Ариета Зута, Катаржина Зинкевич и Ромина Райнхард.
Осем дни след финала на предаването, на 1 декември 2006, на пазара се появява дебютният сингъл Shame, който е продуциран в съвместна работа с лейбъла Starwatch Music. Седем дни след сингъла излиза и дебютният албум Temptation. Първата телевизионна изява на групата след финала е на 29 ноември 2006 в предаването на телевизия ProSieben (Про Зийбен) Stars auf Eis (Звезди на леда). Първата си голяма изява правят на 1 декември 2006 на музикалното шоу The Dome. На 8 март 2007 групата се явява на германския финал за песен на Евровизия 2007 в Хамбург със сингъла Even Heaven Cries, но победител става суинг изпълнителят Роджер Сичеро.
На 29 юни 2007 е издаден и актуалният сингъл Hot Summer. Песента е представена в края на месец май на финалното шоу на предаването Germany's Next Topmodel (Следващият топмодел на Германия). Сингълът става номер 1 в немските класации. Така Монроуз стават единствената Попстарс-група след No Angels, която освен дебютната си песен стига до номер едно и с друг сингъл. Освен това са първата група от тази поредица, на която всички издания намират място в немските даунлоуд класации.

## Продажби
Още преди първият сингъл Shame да се появи в класациите, Монроуз поставят рекорд по продажбите – песента става най-сваляната в историята на легалните музикални даунлоуди в Германия за първата седмица след издаването си. В първата си седмица, според Media Control, продажбите на Shame представляват една четвърт от всички продажби на сингли от германското топ 100. На 9 декември 2006 сингълът става златен в Германия, а албумът получава същият сертификат два дни по-късно. На 14 декември, шест дни след издаването, продажбите на албума надхвърлят 200 000, което съответства на сертификат за платинен албум.

## Дискография

### Студийни албуми
- Temptation (2006)
- Strictly Physical (2007)
- I Am (2008)
- Ladylike (2010)

### Видео албуми
- „Popstars – The Making of Monrose“ (2006)

### Сингли
- „Shame“ (2006)
- „Even Heaven Cries“ (2007)
- „Hot Summer“ (2007)
- „Strictly Physical“ (2007)
- „What You Don't Know“ (2007)
- „We Love“ (2008)
- „Strike The Match“ (2008)
- „Hit'n'Run“ (2008)
- „Why Not Us“ (2008)
- „Like a Lady“ (2010)
- „This Is Me“ (2010)
- „Breathe You in“ (2010)

## Видеоклипове
| Видеоклип           | Премиера | Албум             |
| ------------------- | -------- | ----------------- |
| Shame               | 2006     | Temptation        |
| Even heaven cries   | 2007     | Temptation        |
| Hot summer          | 2007     | Strictly physical |
| Strictly physical   | 2007     | Strictly physical |
| What you don't know | 2007     | Strictly physical |
| Strike the match    | 2008     | I am              |
| Hit'n'run           | 2008     | I am              |
| Why not us          | 2008     | I am              |
| Like a lady         | 2010     | Ladylike          |
| This is me          | 2010     | Ladylike          |
| Breathe you in      | 2010     | Ladylike          |

## Турнета
- Venus Temptation Tour (2007)
- Club Tour (2009)